# South African Class 8 4-8-0
South African Railways Class 8 4-8-0 — серия паровозов Капской колонии, введённые в эксплуатацию в 1902 и 1903 годах.
Cape Government Railways (GCR) приняли в эксплуатацию 23 паровоза Class 8 с колесной формулой 2-4-0 (4-8-0 по южноафриканской системе обозначения). Три паровоза эксплуатировались на Cape Western System, восемь — на Cape Midland System, двенадцать — на Cape Eastern System. В 1912 году, когда железные дороги колонии объединились в South African Railways, паровозы были перенумерованы, но сохранили обозначение серии как Class 8.

## Производство

### Проектирование

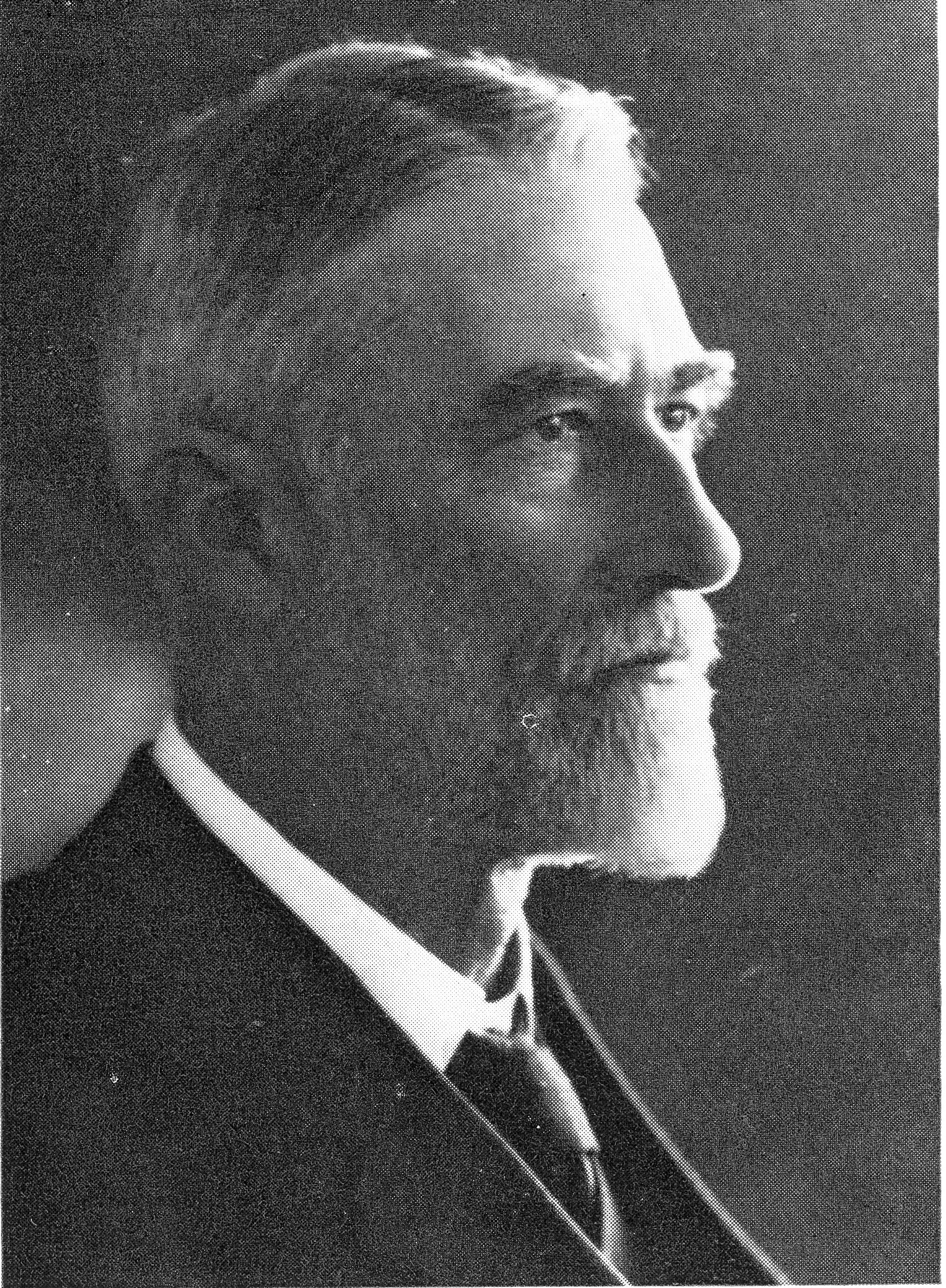
Х. М. Битти

Первые локомотивы Class 8 были спроектированы суперинтендантом GCR Х. М. Битти на основе типа 1-4-0. Они поступили в эксплуатацию в 1901 году и позже получили обозначение South African Class 8X.
Во время испытаний локомотивов типа 1-4-0 производства Schenectady и ALCO были выявлены некоторые проблемы с передней бегунковой осью, поэтому в Солт-Ривер, где располагались предприятия GCR, для следующего заказа был подготовлен обновлённый проект, предусматривавший установку четырёхколёсной тележки.

### производитель
23 локомотива Class 8 стали для CGR первыми паровозами типа 2-4-0. Они были построены Neilson, Reid and Company в 1901 и 1902 годах и поставлены тремя партиями в 1902 и 1903 годах. Несмотря на разницу типов, они были объединены с более ранними паровозами типа 1-4-0 в единый класс.
Паровозы предназначались для грузопассажирских перевозок. Они имели ведущие колёса большего диаметра, чем у CGR Class 7, каркасные рамы, использовали перегретый пар и клапанный механизм Стефенсона. В процессе эксплуатации было подтверждено, вариант с что четырехколесной тележкой сделал паровоз более устойчивым и плавным в движении, чем первоначальный вариант с одной бегунковой осью.

### Тендеры
Первая партия из трёх локомотивов, получивших номера 801, 802 и 803, поступила на Cape Western System в 1902 году. Они были укомплектованы с тендерами типа XD, вмещавшими 5,6 т угля и 12400 л воды.
Во второй партии из десяти локомотивов, поступивших в 1902 году, восемь поступили на Cape Midland System и были пронумерованы от 358 до 365, а два отправились на Cape Eastern System и получили номера 771 и 772. Эти паровозы комплектовались тендерами типа XE1, вмещавшими 10,2 т угля и 13000 л воды.
Последняя партия из десяти локомотивов, пронумерованных от 773 до 782, прибыла в 1903 году на Cape Eastern System. Эти паровозы имели тендер типа XF, вмещавший 10,2 т угля и 13600 л воды.

## Внутренняя классификация
После создания 31 мая 1910 года Южно-Африканского Союза три колониальные железные дороги: CGR, Natal Government Railways и Central South African Railways (CSAR) — были переподчинены единой администрации, контролировавшей железнодорожный транспорт и порты. Сформированная South African Railways (SAR) провела переклассификацию и перенумерацию подвижного состава трёх вошедших в неё железных дорог, введя новые обозначения с 1 января 1912 года.
23 локомотива получили сквозную нумерацию от 1069 до 1091, но сохранили обозначение серии как Class 8.
Паровозы GCR типа 1-4-0, другие паровозы GCR типа 2-4-0, а также паровозы того же типа CSAR (L1, L2, L3) были выделены в девять различных подклассов: локомотивы типа 2-4-0 получили подклассы от 8A до 8F, а локомотивы типа 1-4-0 — от 8X до 8Z.

## Модификация
С 1929 по 1936 год главным механиком SAR был А. Г. Уотсон. В это время многие локомотивы классов 8 — 8F были переоборудованы на котлы с перегретым паром и получили цилиндры большего диаметра с внутренними или наружным впускными поршневыми клапанами. У локомотивов с внешним входным клапаном диаметр цилиндра увеличился с 470 до 483 мм, за ними сохранилась прежняя классификации SAR как Class 8. У локомотивов с внутренним впускным клапаном диаметр цилиндра увеличился до 508 мм, и они были переклассифицированы с добавлением литеры «W» к существующему обозначению класса.
Из всех локомотивов Class 8 пять были оборудованы котлами на перегретом паре, цилиндрами диаметром 483 мм и наружными поршневыми клапанами. Они сохранили прежнюю классификацию.
Четыре локомотива были оборудованы котлами на перегретом паре, цилиндрами диаметром 508 мм и внутренними поршневыми клапанами. Они были переклассифицированы в Class 8W.

## Эксплуатация
В SAR паровозы серии работали на всех железных дорогах и в 1920-е годы были основной тяговой силой. Class 8 работал на 171-километровом маршруте от Волкруста в Западном Трансваале до Бетала в течение нескольких десятилетий до конца 1950-х годов, первоначально разделяя обязанности с некоторыми версиями серии Class 6. В последнее десятилетие до середины 1961 года паровозы всё чаще использовались как резервные и на маневровых работах, после того как в 1948 году была принята в эксплуатацию партия локомотивов Class 19D, построенных в Северной Британии. К 1972 году все паровозы были выведены из эксплуатации.

### Сохранение
Сохранился только один представитель Class 8 — SAR № 1090, ранее GCR Eastern № 781. Он принадлежит TRANSnet и хранится на станции Луис-Тричард.

## Галерея

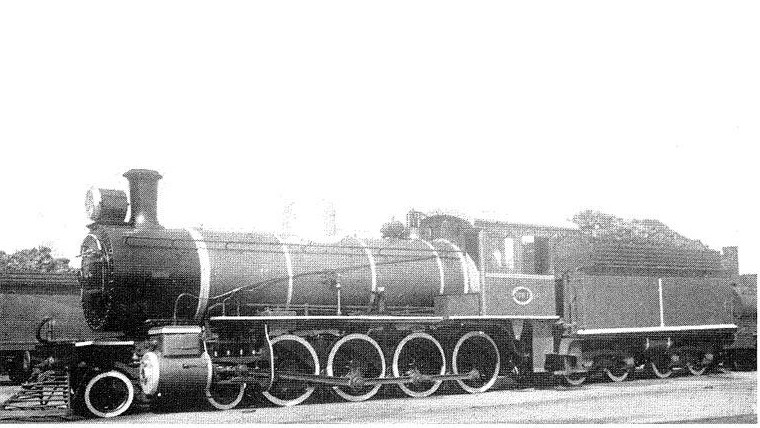
SAR № 1087 (CGR Eastern №. 778) до модификации: с оригинальными клапанами и обычным котлом (ок. 1930)
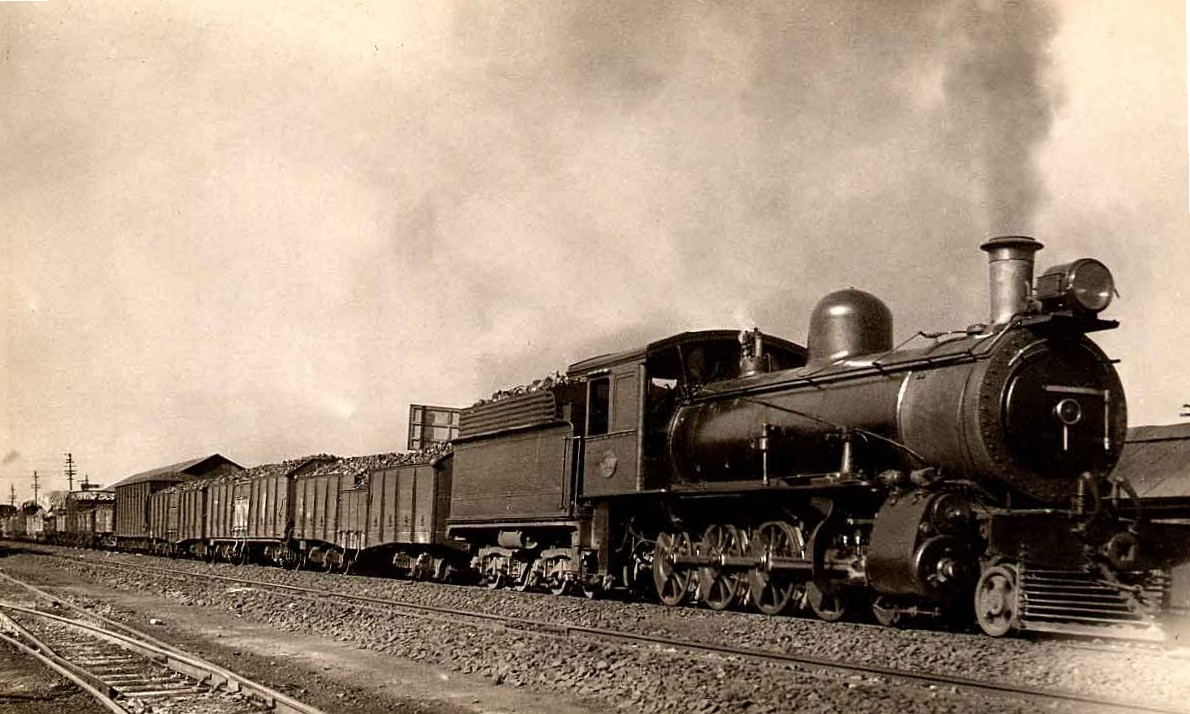
Class 8 с наружными поршневыми клапанами и котлом на перегретом паре в Йоханнесбурге (ок. 1930)